# Атолино
Атолино (бел. Ато́ліна) — белорусский агрогородок в Сеницком сельсовете Минского района Минской области Белоруссии. Агрогородок расположен на берегу реки Птичь в 6 километрах от Минска

## Этимология
В конце 1860-х годов между Прилучками и Подгаем появляется новое поселение, названное Людовикой Горватт (Ошторп) в честь своего мужа Оттона Горватта — АтолинЪ (Оттолин).
Имеется документальное подтверждение названию Атолинъ, относящееся к периоду 1865—1871 гг., оно упоминается в Специальной карте Европейской части России, которую создал геодезист и картограф, генерал от инфантерии Иван Афанасьевич Стрельбицкий.
Впоследствии буква ъ в названии Атолинъ поменялась на О.

## История
Атолино входило в состав имения Прилуки, владелицей которого в период с 1853 по 1872 гг. была Людовика Горватт (Ошторп), жена Оттона Горватта, которое досталось Людовике от отца. С появлением в Прилуках Оттона Горватта усадебный дом из «заколдованного замка» превратился в неоготический дворец, который в 1863 году почти полностью сгорел, но был восстановлен графом Эмериком Гуттен-Чапским, купившим Прилуки у Горваттов в 1872 году.
В XX в. поселок был широко известен благодаря спецсовхозу «Атолино», высококачественная продукция которого поступала прямиком в Москву. На данный момент крупнейшим предприятиями поселка являются экспериментально-опытное хозяйство «Восход» и РУП «Адамас БГУ».
В 2009 году деревня Атолино преобразована в агрогородок.

## Население
Население на 2015 год — 1744 человека

## Инфраструктура
Транспортная инфраструктура представляет собой несколько автобусных маршрутов МинскОблТранса: 311 (Мариполь-Минск (АС "Юго-Западная)), 339 (Заболотье-Минск (АС "Юго-Западная")), 339а (Заболотье-Минск (АС "Юго-Западная) через ост. Атолино), 379 (Атолино-Минск (АС "Юго-Западная)), 379у (Атолино-Минск (до ул. Брилевской), 413 (Мариполь-Минск (АС "Юго-Западная)), 413у (Мариполь-Минск (до ул. Брилевской)), 429 (Атолино-Минск (ДС "Дружная")), 323 (Атолино-Минск (АС "Юго-Западная" )) через Прилукскую Слободу. 
Также ходят маршрутные такси: 1131 (Атолино-Вокзал), 1545 (Атолино-Малиновка). 
Дорожная инфраструктура представляет совой сплетение из 4 основных дорог:
Н-9033 (ул. Школьная)-дорога на Минск,
Н-9033 (ул. Центральная)-дорога на Самохваловичи,

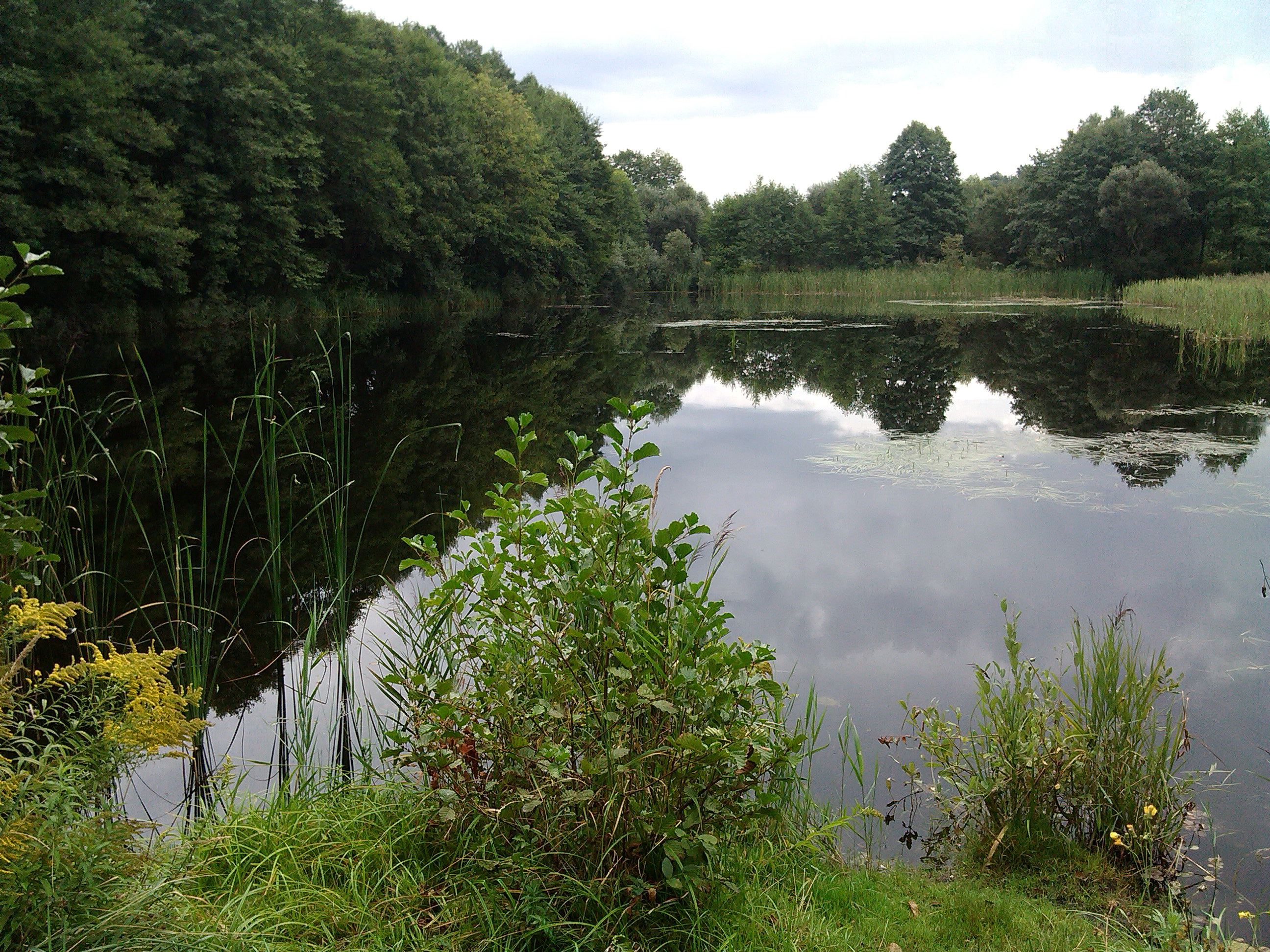
Пруд

Н-9047-выезд на МКАД-2,
Н-24951-выезд на Брестское шоссе.

## Экономика
В Атолино расположена лесопилка "Адельвейс", на которой изготавливаются различные деревянные изделия. 
По улице Центральной расположено государственное сельскохозяйственное предприятие "Восход" (бывший колхоз "Восход"). 
На улице Школьной располагаются котельная, типография.

## Образование
В Атолино с 1974 года расположено ГУО "Прилукская средняя школа".

## Культура
- Дом культуры